# 팀 파워스

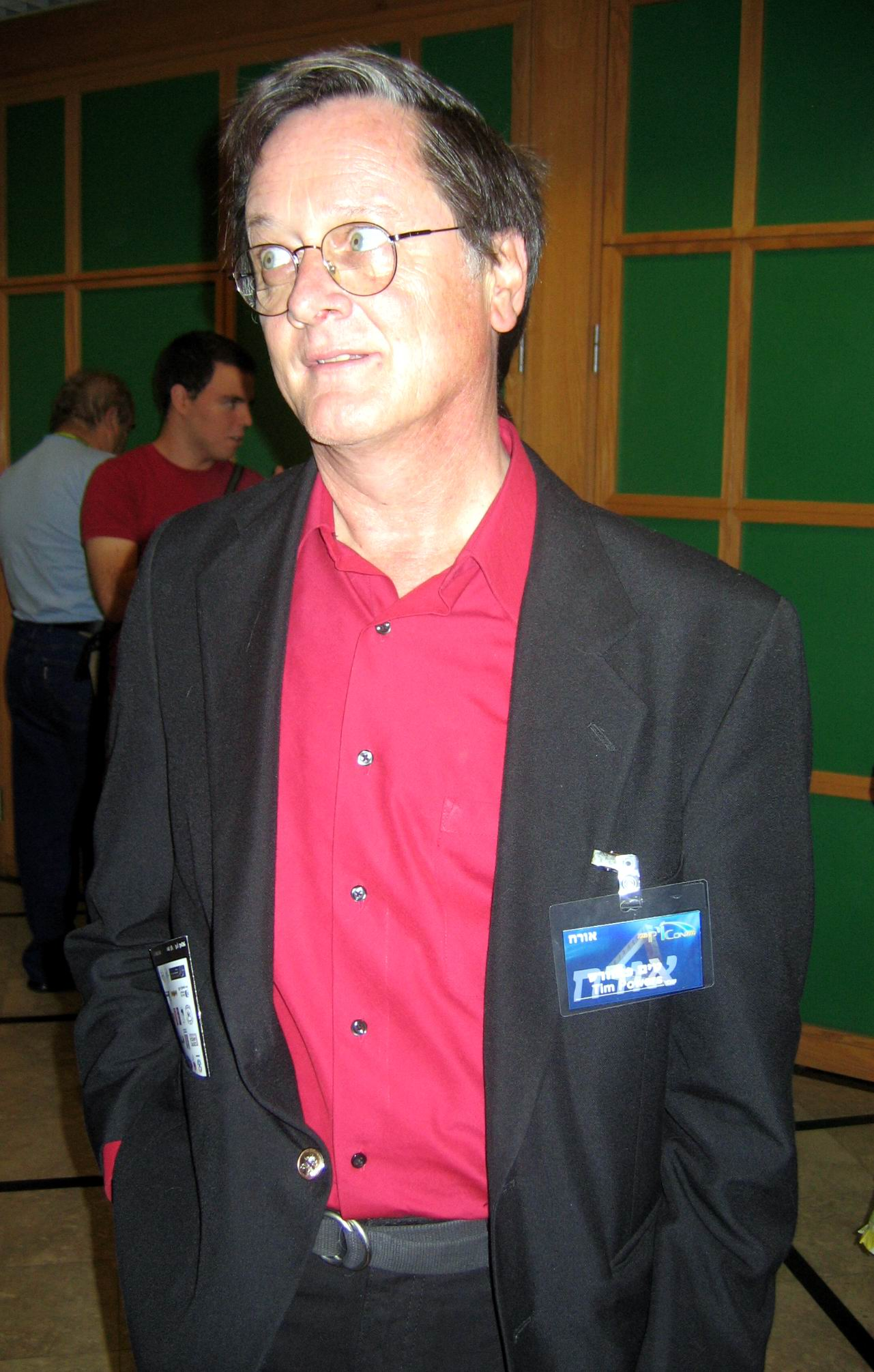
2005년 SF 컨벤션에서 찍은 팀 파워스

티머시 토머스 "팀" 파워스(영어: Timothy Thomas "Tim" Powers, 1952년 2월 29일 ~ )는 미국의 과학소설 및 환상소설 작가이다.
그의 작품에서 가장 두드러지는 특징은 '숨겨진 역사'라는 장치를 쓴다는 것이다. 그는 실제로 일어나서 역사에 기록된 사실을 다루면서도, 오컬트나 초자연적 요소가 등장인물의 동기와 행동에 큰 영향을 미치는 또다른 역사의 측면까지 보여준다.

## 약력
파워스는 뉴욕주 버펄로 태생으로, 1959년 가족이 캘리포니아주로 이사한 뒤 그곳에서 성장했다. 캘리포니아 주립 대학교 풀러턴 캠퍼스에서 영문학을 공부하는 동안, 여기서 처음으로 가까운 친구이자 그와 함께 창작활동을 펼치게 될 제임스 블레이록과 K. W. 지터를 만났는데, 80년대 주종을 이루던 사이버펑크와 대조적으로 이들은 농담삼아 자신들을 스팀펑크라고 지칭했다. 파워스와 블레이록은 풀러턴에 있는 동안 가공의 시인 윌리엄 애쉬블레스를 창조해내었다.
한편 (블레이록과 지터와는 달리, 동료 학생은 아니었던) 필립 K. 딕 또한 여기서 처음 만나게 되는데, 딕의 장편 《밸리스》(VALIS)에 나오는 "데이비드"라는 인물은 파워스를 모델로 한 것이며, 《안드로이드는 전기 양의 꿈을 꾸는가?》(Do Androids Dream of Electric Sheep?)는 파워스에게 헌정된 작품이다.
첫 번째 주요 작품은 《흑맥주 푸기》(The Drawing of the Dark)였지만, 그의 이름을 세상에 떨친 것은 다음 작품인 《아누비스의 문》(The Anubis Gates)으로, 이 작품으로 그는 필립 K. 딕 기념상을 수상했다. 이후 《아누비스의 문》은 여러 언어로 번역되어 각국에서 출판되었다.
한편 파워스는 자신의 친구인 블레이록이 문예창작과의 학과장으로 있는 오렌지 카운티 문예고등학교에서 체류작가로 머물면서 파트타임으로 교편을 잡기도 한다. 파워스와 그의 아내 서리나는 현재 캘리포니아주 무스코이에서 살고 있다.

## 작품 목록
- The Skies Discrowned (Forsake The Sky라는 제목으로도 출간) - 모험 과학소설.
- An Epitaph in Rust
- Powers of Two - 2004년에 재간된, Skies Discrowned과 Epitaph in Rust의 합본
- The Drawing of the Dark - 빈 공방전은 사실 빈에 있는 작은 여인숙에서 일어났던 이슬람교 마법사와 기독교 마법사 사이의 대결이었다는 것을 내용으로 하는 소설. 제목의 'Dark'는 수 세기 동안 양조되었던 흑맥주를 의미한다.
- The Anubis Gates - 1810년으로 시간여행을 한 영문학도 브렌던 도일이 역사 전체를 뒤바꾸어 영국을 파괴하려는 이집트 흑마술사들의 음모에 맞선다는 내용의 작품
- Dinner at Deviant's Palace - 파워스의 작품으로는 이례적으로, 초능력을 지닌 외계의 뱀파이어들이 서서히 세력을 확대해가는, 핵전쟁 이후의 미국이라는 미래를 배경으로 하고 있다.
- On Stranger Tides - 17세기 카리브해를 배경으로, (상당수가 역사 속의 실제인물인) 해적들, 부두교, 좀비, 주앙 폰세 드 레옹, 그리고 양자역학에 기초한 청춘의 샘을 다룬 작품.
- The Stress of Her Regard - 낭만파 시인들- 조지 고든 바이런과 메리 셸리를 주인공으로 해서, 그리스 신화에 나오는 흡혈귀인 라미아를 등장시킨 작품.
- Fault Lines 시리즈
  - Last Call - 전문 포커 플레이어가 20년 된 타로 카드로 게임을 하면서 얻는 것 이상으로 많은 것을 잃게 된다.
  - Expiration Date - 토머스 에디슨의 영혼을 들이마신 소년이 그 영혼을 빼앗으려는 자들로부터 도망치면서 로스앤젤레스를 누비게 된다.
  - Earthquake Weather - Last Call과 Expiration Date의 속편으로, 두 전작의 주인공들, 정신병원에서 탈출한 두 사람, 다중인격장애의 마술적 측면, 그리고 캘리포니아 와인 생산 이면에 숨겨진 역사에 관한 이야기.
- Declare - 러브크래프트적 공포, 길가메시 서사시, 킴 필비, 진(djinn) 그리고 아라라트산에 정박한 노아의 방주에 관한 냉전시대 스파이 스릴러.
- Three Days to Never - 시간여행, 찰리 채플린, 알베르트 아인슈타인, 기타 등등.